# Ebrovisión
L'Ebrovisión est un festival de musique indépendante, organisé annuellement à Miranda de Ebro, en Espagne. Le festival est organisé par l'association culturelle Rafael Izquierdo et est devenu une référence pour la musique indépendante dans le pays. Outre les concerts, le festival propose des cycles de courts-métrages, des conférences et des expositions de peintures et de photographies. En 2018, il est élu meilleur festival national aux Fest Awards. Le magazine Mondosonoro le classe troisième meilleur festival d'Espagne en 2009 et meilleur festival du pays en 2010,.

## Histoire
Le festival Ebrovisión est organisé par l'association culturelle Rafael Izquierdo. Cette association a été fondée en 1991 après le décès du jeune Rafael Izquierdo, un jeune homme de Miranda de Ebro très impliqué dans le monde musical de la ville. Entre 1991 et 2001, l'association organise différentes fêtes musicales dans les discothèques de la ville.
Les débuts du festival Ebrovisión sont très modestes. Il commence à être organisé en 2001 au mois de juillet, et ne dure qu'une journée. Au fil des ans, la date et la durée sont modifiées, passant à deux jours lors de la troisième édition (2003) et à trois jours lors de la sixième édition (2006). Son emplacement change également au fil des ans ; si, au début, les concerts avaient lieu à la Fábrica de Tornillos, le nombre croissant de participants a contraint l'association à désigner en 2007 le Pabellón Multifuncional de Bayas comme nouveau lieu d'accueil du festival.
En 2007, l'association reçoit le prix « Lola Calidad a la proyección de la Ciudad de Miranda de Ebro » grâce au festival Ebrovisión, qui est couvert par 80 médias nationaux et auquel ont assisté quelque 7 000 personnes.
Lors de l'édition 2009, les organisateurs organisent le premier concours national de films enregistrés avec des téléphones portables ou des appareils photo, qui récompense les meilleures œuvres audiovisuelles liées à la musique indépendante. En 2010, le plus important magazine musical espagnol, Mondosonoro, classe Ebrovisión comme le troisième meilleur festival d'Espagne en 2009, après le Festival international de Benicàssim et le Primavera Sound de Barcelone. Il le classe ensuite meilleur festival du pays en 2010.